# Le Moulin à images
Cet article concerne un spectacle en plein air de Robert Lepage à Québec. Pour l'émission de Radio-Canada, voir Le Moulin aux images.
Le Moulin à images était une immense projection extérieure conçue par Robert Lepage et Ex Machina, sur l'histoire de Québec, créée dans le cadre des célébrations du 400e anniversaire de la fondation de la ville de Québec. Il s'agit d'un spectacle gratuit projeté au bassin Louise du port de Québec, projection sur les silos à grains de la Bunge offrant un écran extérieur de 30 m de haut sur 600 m de long.  

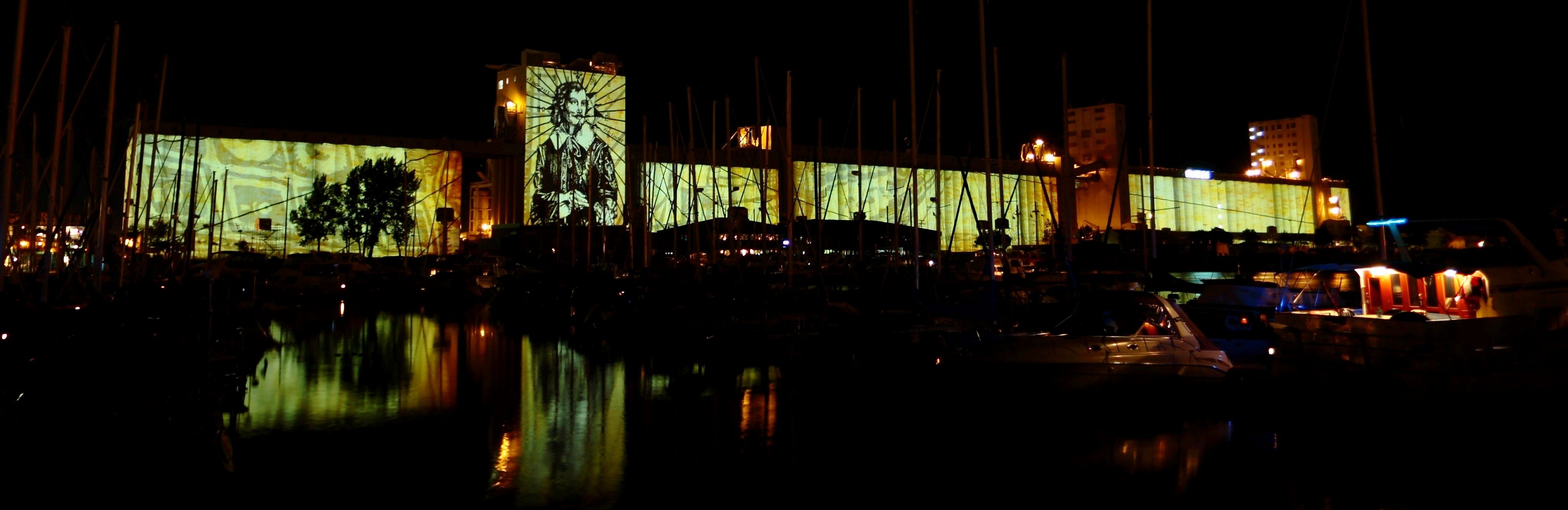
L'une des scènes du Moulin à images projetée sur les silos de la Bunge

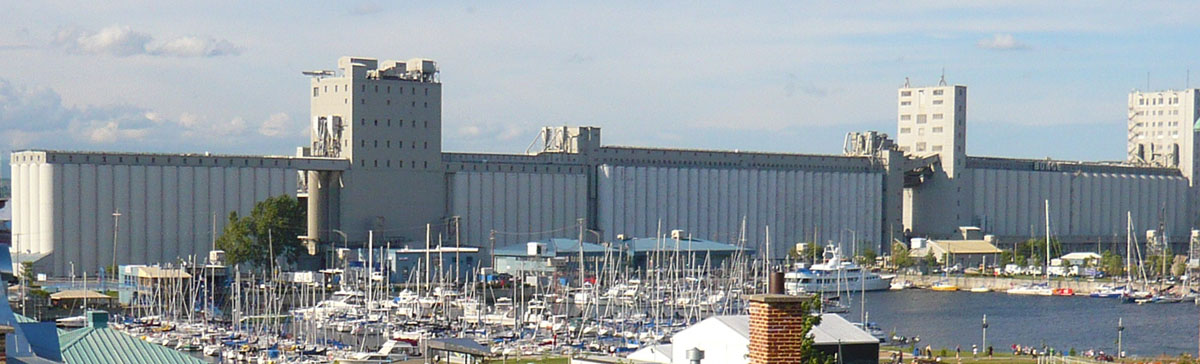
Terminal des silos de la Bunge au bassin Louise

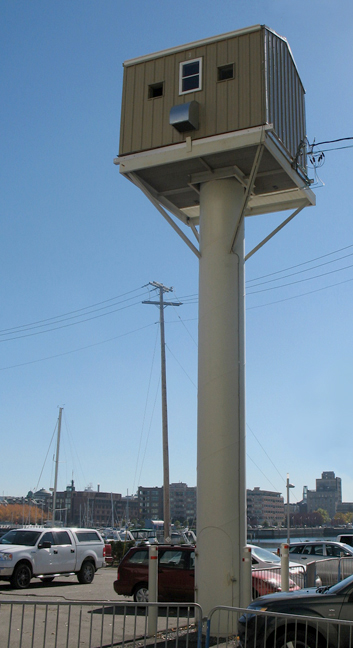
Une des cabines de projection du Moulin à images

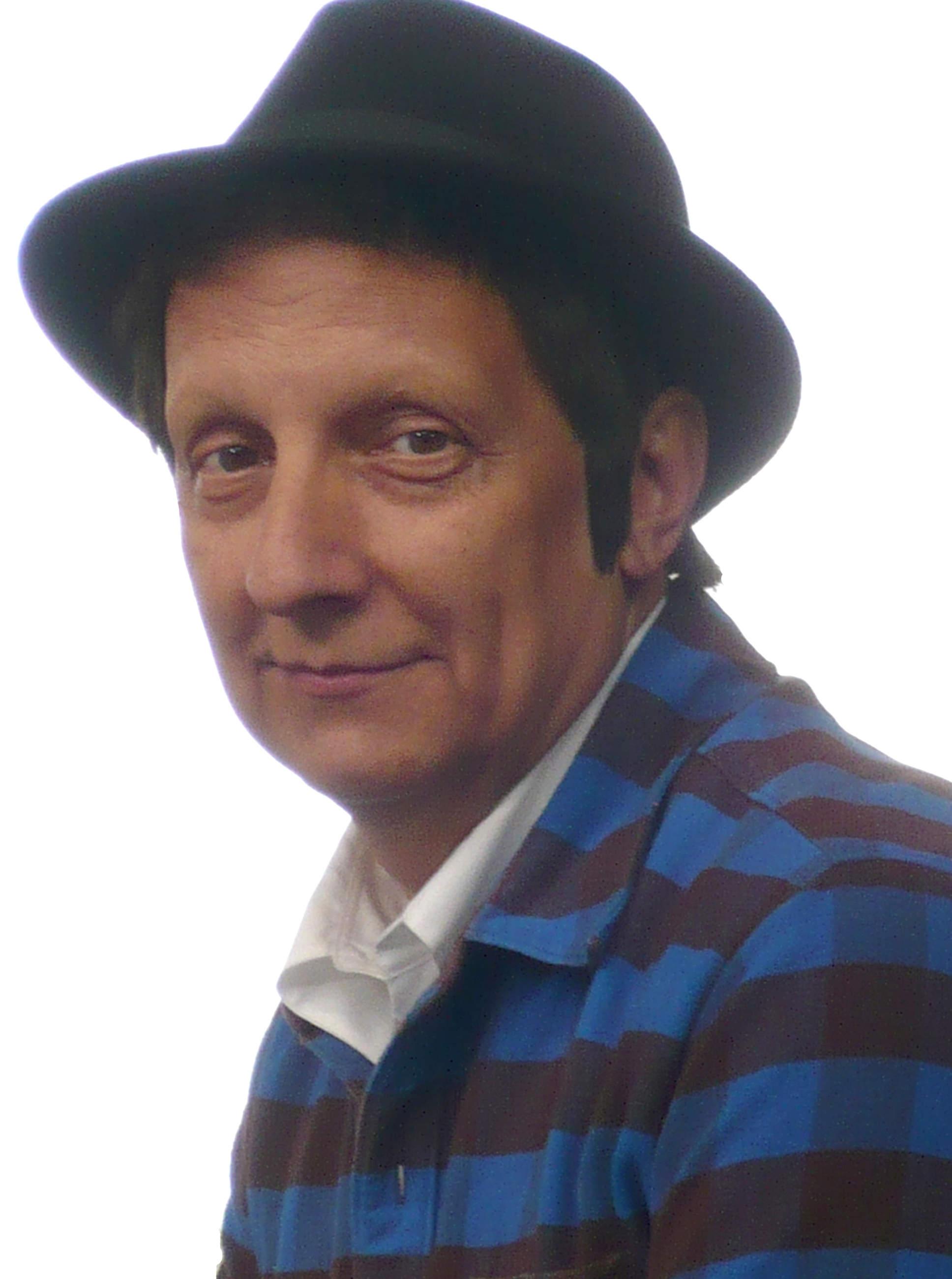
Robert Lepage

## Le spectacle
La représentation nécessite 27 projecteurs vidéo, 329 haut-parleurs ainsi que 238 appareils d'éclairage.  Il s'agit de la plus grande projection multimédia de l'histoire et du monde qui brise en le triplant le record de la projection en 1999 de Jean Michel Jarre sur les pyramides d'Égypte. Il est projeté tous les soirs de 22 h à 22 h 40 du 20 juin au 24 août 2008 et de 21 h 30 à 22 h 10 du 25 août au 7 septembre 2008.
Le spectacle remporte un important succès de foule: il est estimé que 600 000 spectateurs y auront assisté en 2008. Tous les soirs, les 3 000 places disponibles sur les quais du port de Québec à l'Espace 400e sont occupées; les quais et les rues avoisinantes, qui forment une estrade naturelle autour du port, sont aussi envahies par une foule compacte pour y assister.  Des gradins sont également installés à Lévis, sur la rive opposée du fleuve Saint-Laurent. L'engouement est tel que les projections, qui devaient initialement se terminer le 24 août, sont prolongées au 7 septembre.  Le journaliste François Bourque, chroniqueur au quotidien Le Soleil, écrira à la fin de l'été qu'il n'a rencontré personne à Québec qui n'avait vu au moins une fois le Moulin à images.
La création du Moulin à image aura coûté 4,7 millions de dollars canadiens et demandé la participation d'une centaine de spécialistes,.

## Continuité
Le 9 avril 2009, le conseil municipal de Québec vote en faveur du retour du spectacle pour une durée d'encore cinq ans, jusqu'à l'été 2013, inclusivement. À chaque été, il est prévu que le contenu soit renouvelé à 20 %.
À l'été 2011, le DVD du spectacle initial (2008) est offert en vente au public et le projet entre dans la technologie du 3D, en plus de présenter un contenu renouvelé à 30 %. Devant la baisse d'achalandage notée à l'été 2010, Ex Machina a décidé de rehausser sa création pour sa quatrième année d'activité, création qui sera projetée dans le Vieux-Port du 28 juin au 3 septembre 2011, avec (sauf exception) relâche les dimanches et lundis.

## Équipe
L'équipe de conception et de réalisation compte:
- Robert Lepage
- Directeur de production : Mario Brien
- Conception/Idéation des images : Steve Blanchet
- Musique : René Lussier
- Conception technique des projections : Paul Souverbie
- Coordination de la production des images : Marie Belzil
- Programmation des images : Sébastien Grenier-Cartier
- Conception des éclairages : Martin Gagnon
- Idéation et scénario : Philippe Meunier
- Muséologie et scénario : Philippe Dubé
- Coordination adjointe à la création: Félix Dagenais